# Rockland (Wisconsin)
Rockland és una població dels Estats Units a l'estat de Wisconsin. Segons el cens del 2000 tenia 628 habitants.

## Demografia
Segons el cens del 2000, Rockland tenia 628 habitants, 213 habitatges, i 166 famílies. La densitat de població era de 449 habitants per km².
Dels 213 habitatges en un 41,3% hi vivien nens de menys de 18 anys, en un 66,2% hi vivien parelles casades, en un 7,5% dones solteres, i en un 21,6% no eren unitats familiars. En el 18,8% dels habitatges hi vivien persones soles el 8% de les quals corresponia a persones de 65 anys o més que vivien soles. El nombre mitjà de persones vivint en cada habitatge era de 2,82 i el nombre mitjà de persones que vivien en cada família era de 3,2.
Per edats la població es repartia de la següent manera: un 29,3% tenia menys de 18 anys, un 6,7% entre 18 i 24, un 32,5% entre 25 i 44, un 22,1% de 45 a 60 i un 9,4% 65 anys o més.
L'edat mediana era de 34 anys. Per cada 100 dones de 18 o més anys hi havia 123,1 homes.
La renda mediana per habitatge era de 46.429 $ i la renda mediana per família de 50.714 $. Els homes tenien una renda mediana de 31.563 $ mentre que les dones 20.357 $. La renda per capita de la població era de 17.914 $. Aproximadament el 6,7% de les famílies i el 8,6% de la població estaven per davall del llindar de pobresa.

## Poblacions més properes
El següent diagrama mostra les poblacions més properes.